# 捍卫者联盟
捍卫者联盟（英語：The Defenders）是美國漫画书出版商漫威漫画出版的虚构漫画作品中的超级英雄组成的团队，其成员时常变动。他们通常被展现为是一帮在其之前的经历中往往我行我素、崇尚个人主义的“局外人”所组成之“非团体”。该团队经常要抵御神秘和超自然的威胁。
最初版本的捍卫者联盟由奇異博士领衔，队员包括绿巨人、納摩，并在后来加入了銀色衝浪手。他们的首次以捍卫者联盟名义在漫画中是在 《Marvel Feature》#1 (1971年12月)。1972年至1986年年间，该团队的组成不断轮换，奇异博士和绿巨人为常驻成员。
2017年Netflix影集《捍衛者聯盟 》上映，團隊成員夜魔俠、潔西卡·瓊斯、盧克·凱奇和鐵拳俠。

## 出版歷史
捍卫者联盟的故事起源於由羅伊·托馬斯負責的交叉故事，1969年11月的《奇異博士》#183、1970年2月的《納摩》#22和1970年4月的《浩克》#126。
捍卫者联盟首次登場為1971年12月的《Marvel Feature》#1。由於漫威編輯史丹·李（Stan Lee）想親自寫出所有銀色衝浪手的故事，所以要求其他作者不要使用這個角色，並建議托馬斯用奇異博士來代替。

## 其他媒體
漫威電影宇宙
- 电视剧《捍卫者联盟》于2017年在Netflix上首播，成员包括夜魔俠、杰西卡·琼斯、盧克·凱奇和鐵拳俠
- 《奇异博士2：失控多重宇宙》（2022年）：由班奈狄克·康柏拜區饰演616號宇宙中的捍衛者史傳奇。